# Мюллер, Ханс
Ханс Мюллер (нем. Hans Müller; 1 декабря 1896, Вена — 28 февраля 1971, там же) — австрийский шахматист; международный мастер (1950). Шахматный теоретик и литератор. Лучшие результаты в чемпионатах Австрии: 1947 — 1-4-е; 1949 — 2-3-е места. В составе команды Австрии участник 6 олимпиад (1928—1950). 
Лучшие результаты в международных турнирах: Эбензее (1933) — 1-е; Клостернойбург (1934) — 1-2-е; Требич-турниры — 1933 — 1-2-е (с Э. Грюнфельдом), 1934 — 2-4-е, 1935 — 3-5-е места. Победитель международного турнира в Сан-Бенедетто-дель-Тронто (1954). 